# Claude Rochet
Pour les articles homonymes, voir Rochet.
 (avril 2023).
Claude Rochet, né le 11 mars 1949 à Paris, est un économiste du développement et haut fonctionnaire français.
Il a été  professeur des universités associé à l'Institut de management public et de gouvernance territoriale d'Aix-en-Provence (Université d'Aix-Marseille), conseiller scientifique du Coordinateur ministériel à l'intelligence économique, directeur du laboratoire de recherche et de la formation du Service de coordination à l'intelligence économique du ministère de l'Économie, des Finances et de l'Industrie jusqu'à son départ à la retraite le 1er juillet 2016. Il a été directeur de recherche au CERGAM de l'Université d'Aix-Marseille puis  au LAREQUOI  de l'Université de Versailles Saint Quentin-en-Yvelines et est actuellement co-directeur de recherche à l'Université Paris Dauphine.
il enseigne depuis à l’ISSEP et à l’ICES.

## Biographie
Il passe son baccalauréat en 1968, année où la réussite aux examens est de 81,3%.  Titulaire d'une maîtrise d'histoire sur « le fascisme français vu par la presse du Front populaire », d'un CAPES d'histoire, licencié en langue et civilisation chinoises, il est ancien élève de l'École nationale d'administration (promotion Fernand-Braudel de 1987), diplômé de l'Institut des hautes études de la sécurité intérieure, option intelligence économique, et docteur en sciences de gestion (2005), habilité à diriger des recherches, qualifié professeur des universités par le Conseil national des universités en 2007
Après avoir enseigné l'histoire en collège, il devient délégué général de l'Alliance française au Guatemala. Il revient en France ayant réussi le concours d'entrée à l'ENA mais quitte peu après sa carrière administrative pour entrer dans l'industrie comme directeur à la direction générale de Sollac (Groupe Usinor-Sacilor). Il fonde ensuite une première société de conseil orientée vers la transformation des organisations, qu'il fusionne avec celle de Vincent Lenhardt, Transformance, dont il devient le directeur général et développe l'activité de team building. En 1997, il devient le premier associé français de la firme canadienne Groupe Secor. Un de ses fondateurs, le professeur Roger Miller, l'incite à entreprendre une carrière universitaire. Il devient en 1999 professeur associé à l'Université Paris XIII (DESS de conseil en entreprise et Mastère d'économie industrielle), puis en 2003 à l'Institut de Management Public (IMPGT) d'Aix-en-Provence (Université d'Aix-Marseille), en cumulant cette fonction avec celle d'administrateur civil dans les services de la réforme de l’État auprès du Premier ministre.
De 2000 à 2005, il devient  chargé de mission à la Délégation interministérielle à la Réforme de l'État. Il fait partie d'un groupe de travail interministériel  sur l'éducation au développement durable et co.auteur d'un rapport publié en janvier 2008. Il rejoint ensuite le Ministère de l’Économie et des Finances où il monte une formation d'architecte urbaniste en systèmes d'information avec le professeur Daniel Krob au sein de l'IGPDE. De 2011 à 2016, il est responsable du laboratoire de la recherche et de la formation en intelligence économique au sein du Service de Coordination à l'Intelligence Economique (SCIE). Il est l'auteur d'un rapport, en 2011, sur la sécurité économique des pôles de compétitivité commandé par le ministre de l'industrie, Éric Besson. Depuis 2012 il travaille sur le thème des villes intelligentes (smart cities) et a réalisé en 2014 une étude en lien avec ESCP Europe à la demande de son directeur général Édouard Husson, Les villes intelligentes, enjeux et stratégies pour de nouveaux marchés.

## Travaux
Ses recherches s'orientent sur trois axes :  
- Le management public, sous l'angle du rapport entre politiques publiques et gestion de la technologie, où l'influence de son expérience dans l'industrie est nette par l'accent mis sur le pilotage par les processus, la gestion des risques et le lien entre gestion et stratégie. Il critique l'orientation dominante en management public – dite New Public Management – qui se focalise uniquement sur la gestion aux dépens de la stratégie. Il est proche en cela des néoschumpétériens comme Wolfgang Dreschler. Ses travaux sont synthétisés dans son ouvrage Politiques publiques, de la stratégie aux résultats paru en 2010 chez De Boeck université, Louvain ainsi que dans L'innovation, une affaire d'État (L'Harmattan, 2007), dont Christian Chavagneux, journaliste à Alternatives économiques, considère que « sa réflexion sur le rôle essentiel d'un Etat stratège, au cœur de l'organisation du savoir qui définit la richesse et la place des nations dans le monde, mérite le détour ».  
- La philosophie politique du bien commun qui doit, plus que la gestion, être à la base des politiques publiques.
Les villes intelligentes qu'il aborde sous l'angle de la modélisation des systèmes complexes où la politique, avant la technologie, doit avoir le rôle principal. Il s’intéresse notamment  à la reconversion des monovilles en Russie comme stratégie d'innovation. Il est un critique de l'approche dominante, dite techno-centrée, de la vogue des smart cities au profit d'une approche basée sur les systèmes auto-régulateurs et la croissance organique, inspirée par Lewis Mumford, Jane Jacobs et Christopher Alexander. Une seule ville, à son sens, se rapproche de cette définition : Singapour.
Il publie en 2018 Smart Cities: Reality or Fiction chez Wiley (Londres) et sa version française Smart City : réalité ou Fiction chez Wiley ISTE.
Membre de l'Institut de l'Iconomie, Il publie en septembre 2015 un ouvrage en collaboration avec Michel Volle L'intelligence iconomique, les nouveaux modèles d'affaires de la III° révolution industrielle chez De Boeck (Louvain-la-Neuve).
Il contribue avec Jacques Sapir au séminaire franco-russe d'économie au sein de l'Académie des sciences de la fédération de Russie où il développe la recherche sur le développement des territoires désindustrialisés - les monovilles dans le contexte russe.
Proche de l'ancien vice-président d'Alstom, Frédéric Pierruci, il collabore avec l'entreprise IKARIAN spécialisée dans les stratégies de conformité aux lois extraterritoriales américaines.

## Engagement politique
Il a été un des conseillers du comité programme de Jean-Pierre Chevènement en 2002, puis rejoint avec d'autres conseillers le mouvement Debout la République de Nicolas Dupont-Aignan, qu'il quitte après l'élection présidentielle de 2017.
Il est l'un des 13 signataires de l'article paru dans le journal Le Monde du 23 décembre 2011 « Pour un démontage concerté de l'euro », dans lequel les signataires proposent six étapes pour parvenir au démantèlement de l'euro.
Il n'a plus aujourd'hui d'activité politique depuis sa démission du mouvement Debout la République,

## Publications
- Managez vos associations !, Calmann-Lévy, 1992[13].
- Gouverner par le bien commun, FX de Guibert, 2001.
- Conduire l'action publique, des objectifs aux résultats, Village Mondial, 2003.
- L'innovation, une affaire d'État. Gagnants et perdants de la troisième révolution industrielle, préface de Robert Le Duff, Éditions L'Harmattan, 2007.
- Politiques publiques, de la stratégie aux résultats, De Boeck Université, 2010
- Qu'est-ce qu'une bonne décision publique?, Ed. Universitaires Européennes, 2011, Réédition 2017 en livre numérique Kindle
- Comment les pays riches sont devenus riches et pourquoi les pays pauvres restent pauvres, Le Rocher Ed., 2012, Traduction et préface du livre de Erik Reinert, How Rich Countries Got Rich and why Poor Countries Stay Poor?
- Chapitre « État » de l'Encyclopédie de la stratégie, éditée par Alain-Charles Martinet, Franck Tannery et Jean-Philippe Denis
- L'intelligence iconomique : les nouveaux modèles d'affaires de la III° révolution industrielle, avec Michel Volle, De Boeck Université, Louvain, 2015
- Smart Cities: Reality or Fiction?, Wiley 2018, Edition française Les villes intelligentes: réalité ou fiction?  Wiley ISTE, Londres, 2018
- Sous la dir. de Pierre-Yves Rougeyron[14],  Pourquoi combattre ?, Editions Perspectives Libres, Paris, Janvier 2019,  (ISBN 979-10-90742-48-2).